# Schloss Drosedow
Das Herrenhaus Schloss Drosedow („Jagdschloss St. Hubertus“) ist ein Gutshaus im Wustrower Ortsteil Drosedow in Mecklenburg-Vorpommern.

## Baugeschichte
Das Herrenhaus Drosedow wurde 1904 durch den Gynäkologen Alfred Friedssen erbaut. Dieser verkaufte es 1914 an die Familie von Mitzlaff.

## Nutzung nach 1914

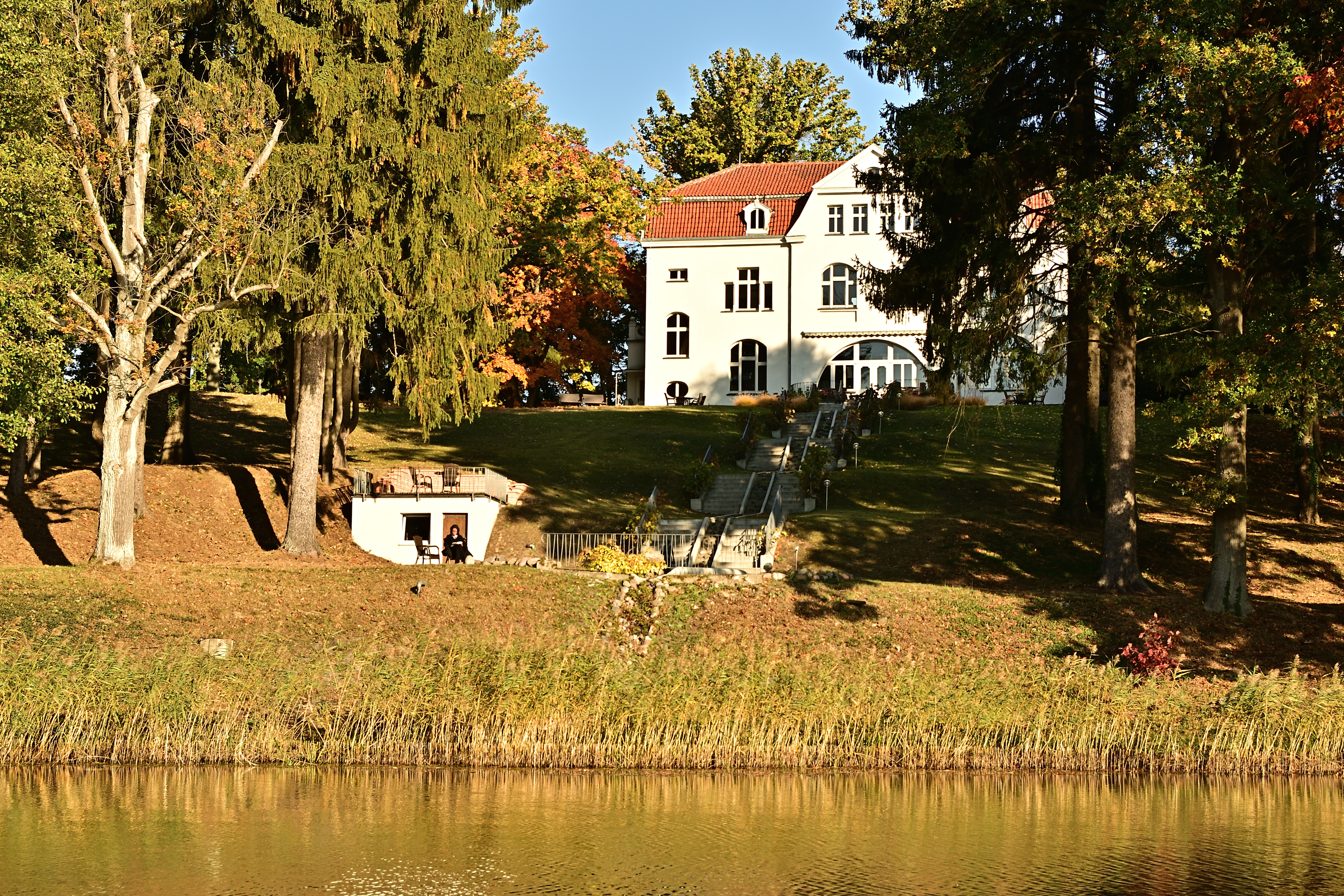
Schloss Drosedow von der Seeseite

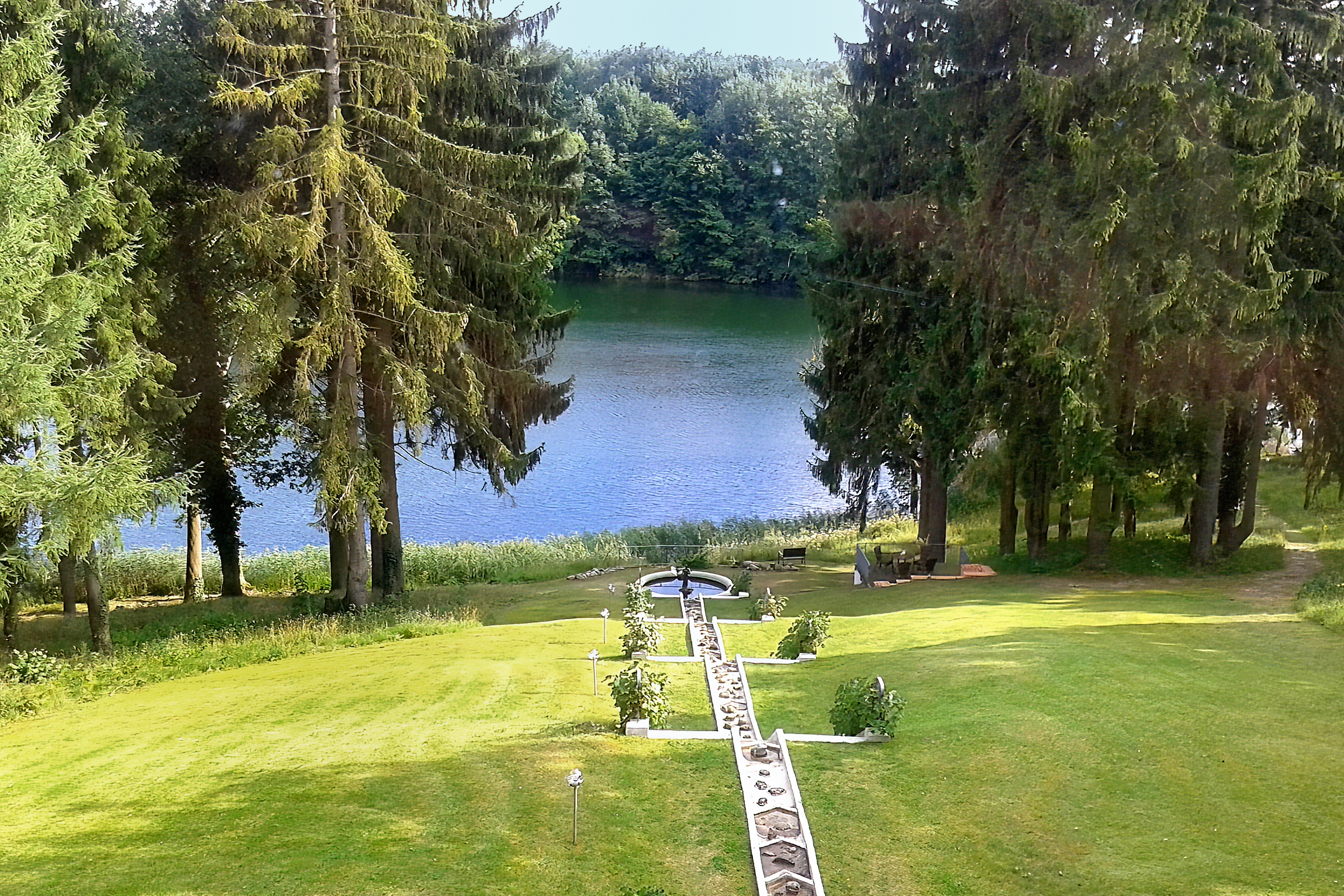
Blick vom Schloss auf den Krummen Woklowsee

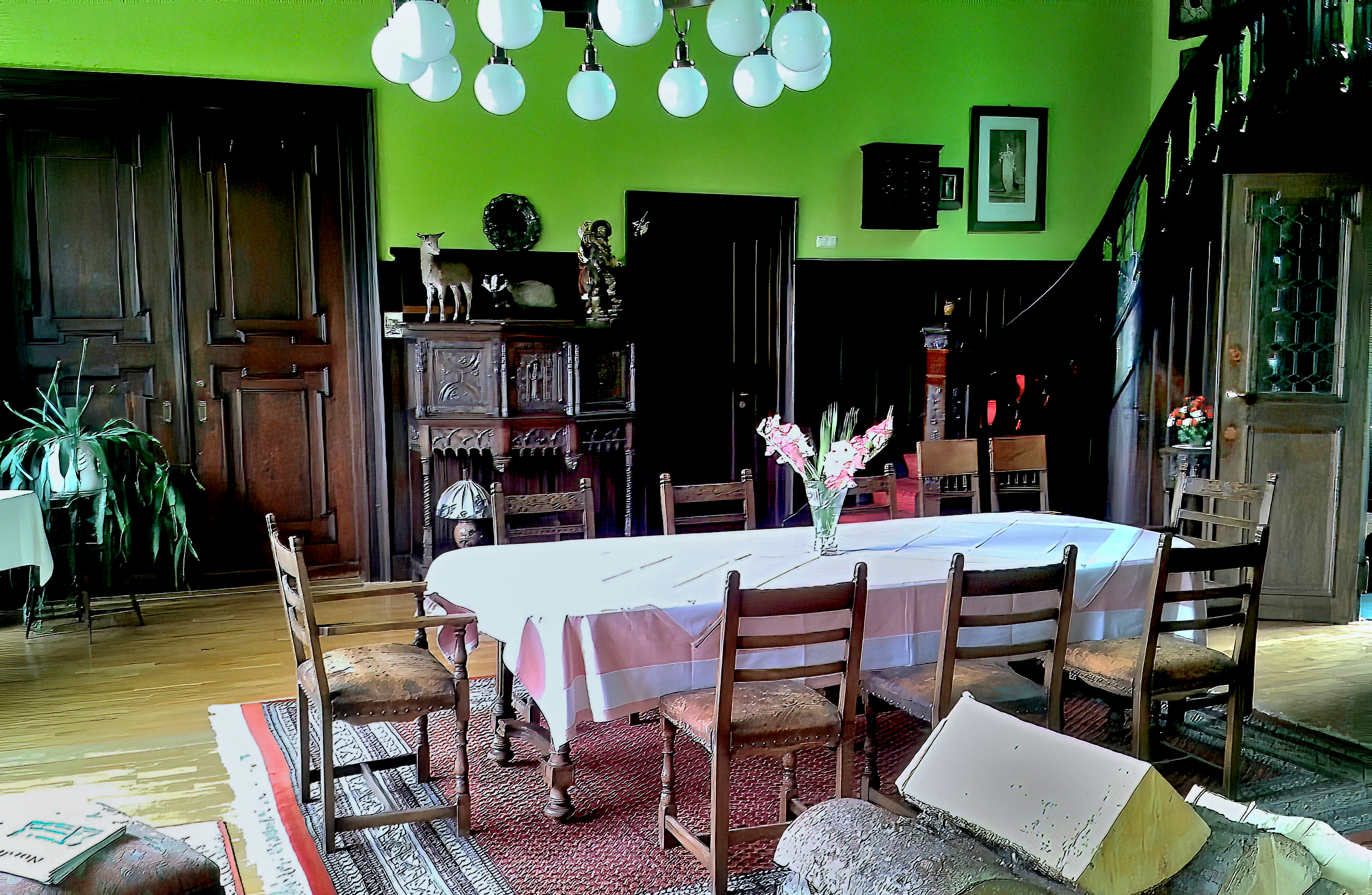
Kamminzimmer

Durch die Familie von Mitzlaff entwickelte sich das Gut zu einem Gestüt und sie betrieben hier intensiv Pferderennsport. Erworben hatte den Gutsbesitz der Rittmeister Otto von Mitzlaff (1880–1938), Sohn des Generalleutnants z. D. Alfred von Mitzlaff und der Paula von Bolschwing. Herr von Mitzlaff-Drosedow war mit Augusta Gräfin Pourtales verheiratet. 1928 umfasste ihr Landgut 371 ha. Verwalter war Gustav Jürgens. Zum Gutsbetrieb gehörte eine Trainieranstalt mit Vollblutzucht. Das Gutsbesitzer-Ehepaar Mitzlaff hatte zwei Töchter und zwei Söhne. Die älteste Tochter Monica heiratete einen schlesischchen Gutsbesitzer, die jüngere Tochter Daisy wurde nach dem Krieg Gestütsleiterin. Der ältere Sohn Sven von Mitzlaff (1914–1992) blieb ebenso dem Pferdesport treu, übernahm das Gut, diente als aktiver Offizier bei einem Kavallerie-Regiment in Fürstenwalde bei Berlin, war zuletzt Oberstleutnant. Sein Bruder starb 1942 als Oberleutnant. Um 1940 hatte Gut Drosedow nach Angaben des Gothaischen Genealogischen Taschenbuch eine Größe von 430 ha. Sven von Mitzlaff hatte 1938 mit der Gesandtentochter Renate Smend eine Familie gegründet, ihre Kinder sind in Drosedow und Neustrelitz geboren.
1945 wurden die Familie im Zuge der Bodenreform enteignet und vertrieben und das Gutshaus als Flüchtlingsunterkunft für Heimatvertriebene. Die Witwe Auguste von Mitzlaff zog in die Schweiz, die Kinder ging nach Niedersachsen und Westfalen.
Zu DDR-Zeiten befanden sich, zum Teil nacheinander, das Büro der LPG Typ III „Lyssenko“, eine Konsum-Verkaufsstelle und ein Kindergarten im Gebäude. Im Jahr 1960 wurde es zu einer Schulungseinrichtung für Direktoren, Lehrer und Erzieher umfunktioniert. Im Jahr 1990 wurde das Gebäude Eigentum des Landes Mecklenburg-Vorpommern. Seit 2004 befindet sich eine Pension im Haupthaus.